# 9:15 Live
9:15 Live – pierwszy album koncertowy album zespołu Pendragon. Został wydany w 1986 roku, a nagrany w klubie The Marquee Club w Londynie w lipcu 1986. Oprócz koncertu znajdują się na nim również bonusowe utwory studyjne.

## Spis utworów
Album zawiera:
1. Victims of Life - 2:37
2. Higher Circles - 3:29
3. Circus - 6:57
4. Leviathan - 6:22
5. Red Shoes - 3:03
6. Alaska - 8:41
7. The Black Knight - 10:05
8. Please - 4:48

Bonusowe utwory:
1. Dark Summer's Day - 5:31
2. Excalibur - 6:30

## Skład zespołu
Twórcami albumu są:
- Nick Barrett - śpiew, gitara
- Clive Nolan - instrumenty klawiszowe
- Peter Gee - gitara basowa, gitara
- Fudge Smith - instrumenty perkusyjne